# Weißenfluh
Die Weißenfluh ist ein 1367 m ü. A. hoher Gipfel im Bregenzerwaldgebirge in Österreich. Direkt am Gipfel des Bergs befindet sich mit der Weißenfluhaple eine bewirtschaftete Alpe im Gemeindegebiet der Stadt Dornbirn. Gipfel und Alpe befinden sich dabei auf einer Lichtung im ansonsten dicht bewachsenen Nadelwald. Der Berg kann auf einem leichten Weg erwandert werden und ist auch bei Mountainbikern beliebt.